# Захар, Имре
И́мре За́хар (венг. Zachár Imre; 11 мая 1890, Будапешт — 7 апреля 1954, Будапешт) — венгерский пловец, серебряный призёр летних Олимпийских игр 1908.
На Играх 1908 Зацхар участвовал в двух дисциплинах. Он стал серебряным вместе со своей сборной в эстафете 4×200 метров вольным стилем и не финишировал в полуфинале дистанции 400 метров аналогичным стилем.
На следующих Играх 1912 Зацхар снова участвовал в эстафете, но, пройдя в финал, его команда не стартовала. Также он был ватерполистов со своей сборной, она проиграла в первом раунде и в основном турнире, и в турнире за второе и третье место.
Участвовал в первой мировой войне. Был взят в плен на Восточном фронте русскими солдатами. Был направлен в лагерь военнопленных в Томске. В июне 1917 года участвовал в футбольном матче между жителями города Томска и военннопленными. .
После 1918 года проживал в Будапеште. Работал банковским служащим. Был директором банка.